# Mystérieuse mère porteuse
Mystérieuse mère porteuse (The Surrogate) est un téléfilm américain réalisé par Doug Campbell et diffusé le 2 mars 2013 sur Lifetime.

## Synopsis
Jacob Kelly est romancier et en même temps enseignant dans une université. Avec sa femme Allison, ils décident d'avoir recours à une mère porteuse car Allison ne peut plus avoir d'enfant. Malheureusement, Remi Daniel, la mère porteuse de l'agence, est retrouvée morte en bas d'un immeuble. Jacob et Allison sont désemparés et ne savent plus quoi faire. C'est alors que Katherine Randall, employée à l'Université propose au couple Kelly de porter leur enfant. Ils acceptent tout de suite mais ce qu'ils ne savent pas c'est que Katherine va leur pourrir ces neuf mois car elle est amoureuse de Jacob.

## Fiche technique
- Titre original : The Surrogate
- Réalisation : Doug Campbell
- Scénario : Doug Campbell et Barbara Kymlicka d'après une histoire de Ken Sanders
- Photographie : Robert Ballo
- Musique : Michael Burns et Steve Gurevitch
- Langue originale : anglais
- Durée : 90 minutes
- Date de diffusion :
  -  France : 25 mars 2014 sur M6

## Distribution
- Cameron Mathison (en) (VF : Laurent Bonnet) : Jacob Kelly
- Annie Wersching (VF : Delphine Moriau) : Allison Kelly
- Amy Scott (VF : Mélanie Dermont) : Kate Randall
- Matthew Alan (VF : Philippe Allard) : Matt Daniels
- Eve Mauro (VF : Élisabeth Guinand) : Remy Daniels
- Diane Baker : Louise
- Andy Gala : Farhad
- Kelli Kirkland : Beth
- Brian Ames : Gary
- Nicole Cannon : Phyllise
- Maria Mustelier : Nancy

## Accueil
Le téléfilm a été vu par 1,398 million de téléspectateurs lors de sa première diffusion.